# 龙口市
龙口市，旧称黄县，为中華人民共和國山东省下辖县级市，由烟台市代管。其综合竞争力2010年列全国百强县（市）第七位，2021年位列賽迪百强縣排行榜第十位，成爲山東省唯一進入榜單前十位的縣市。该市地处胶东半岛西北部，渤海湾南岸，南鄰招遠市、東鄰烟臺市蓬萊區、東南鄰栖霞市。市人民政府駐新嘉街道港城大道1001号。

## 行政区划
龙口市下辖5个街道办事处、8个镇：
东莱街道、龙港街道、新嘉街道、徐福街道、东江街道、黄山馆镇、北马镇、芦头镇、下丁家镇、七甲镇、石良镇、兰高镇和诸由观镇。

## 历史
古为青州夷地。商末建莱国，秦设齐郡，始置黄县，1986年，撤消黄县，设立龙口市。因港口龙口港而得名。

## 人口
截至2020年11月，根據第七次全国人口普查數據顯示：龙口市常住人口为72.98万人。

## 地理
地势南高北低，东南部为低山丘陵，西北部为滨海平原，海嘯偶发。境内年平均气温11.7℃。

## 交通

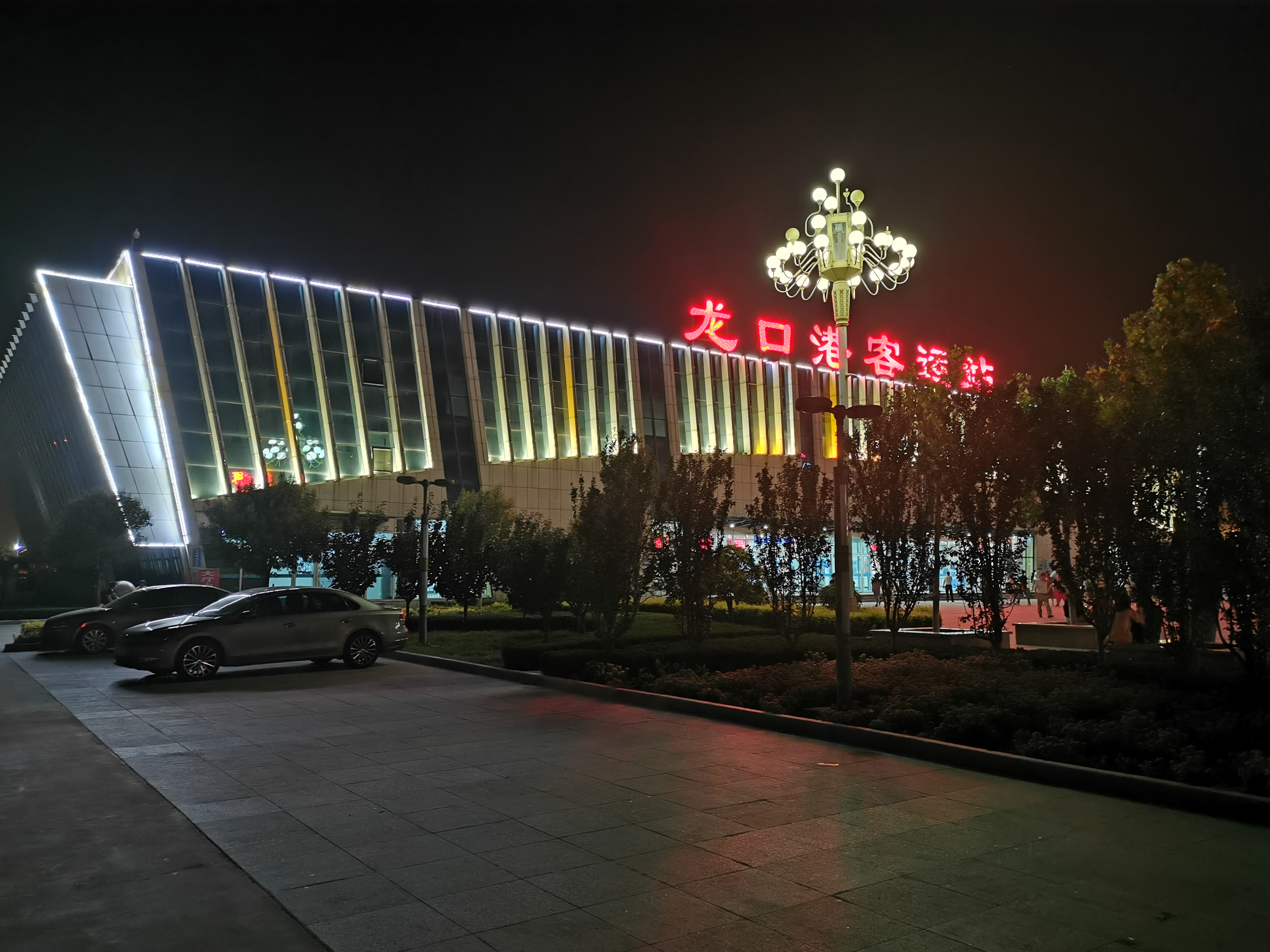
龙口港客运站，渤海轮渡的码头之一

- 公路： 206国道、 228国道、 荣乌高速公路
- 港口：龙口港

## 经济

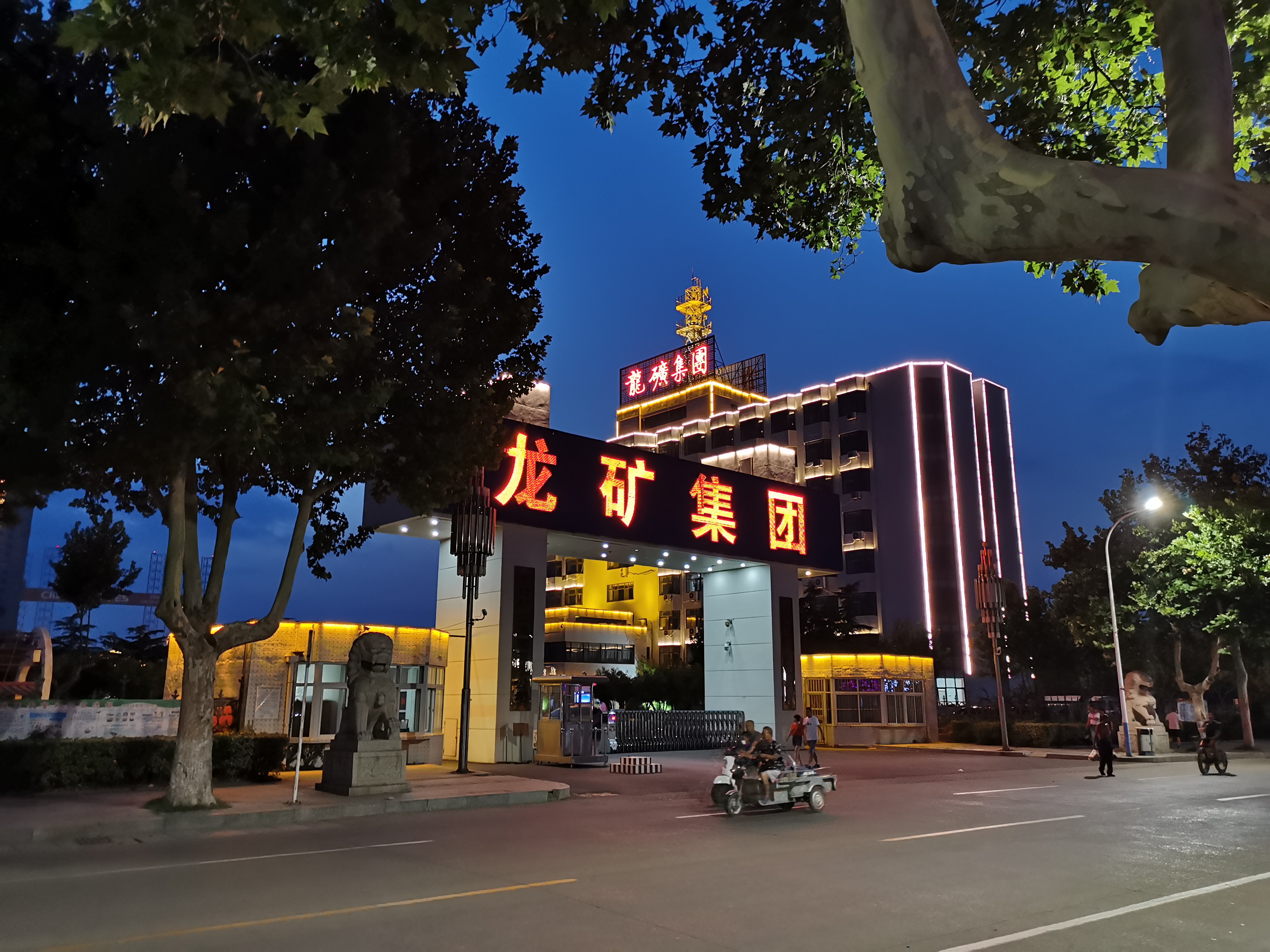
山东能源龙口矿业集团有限公司

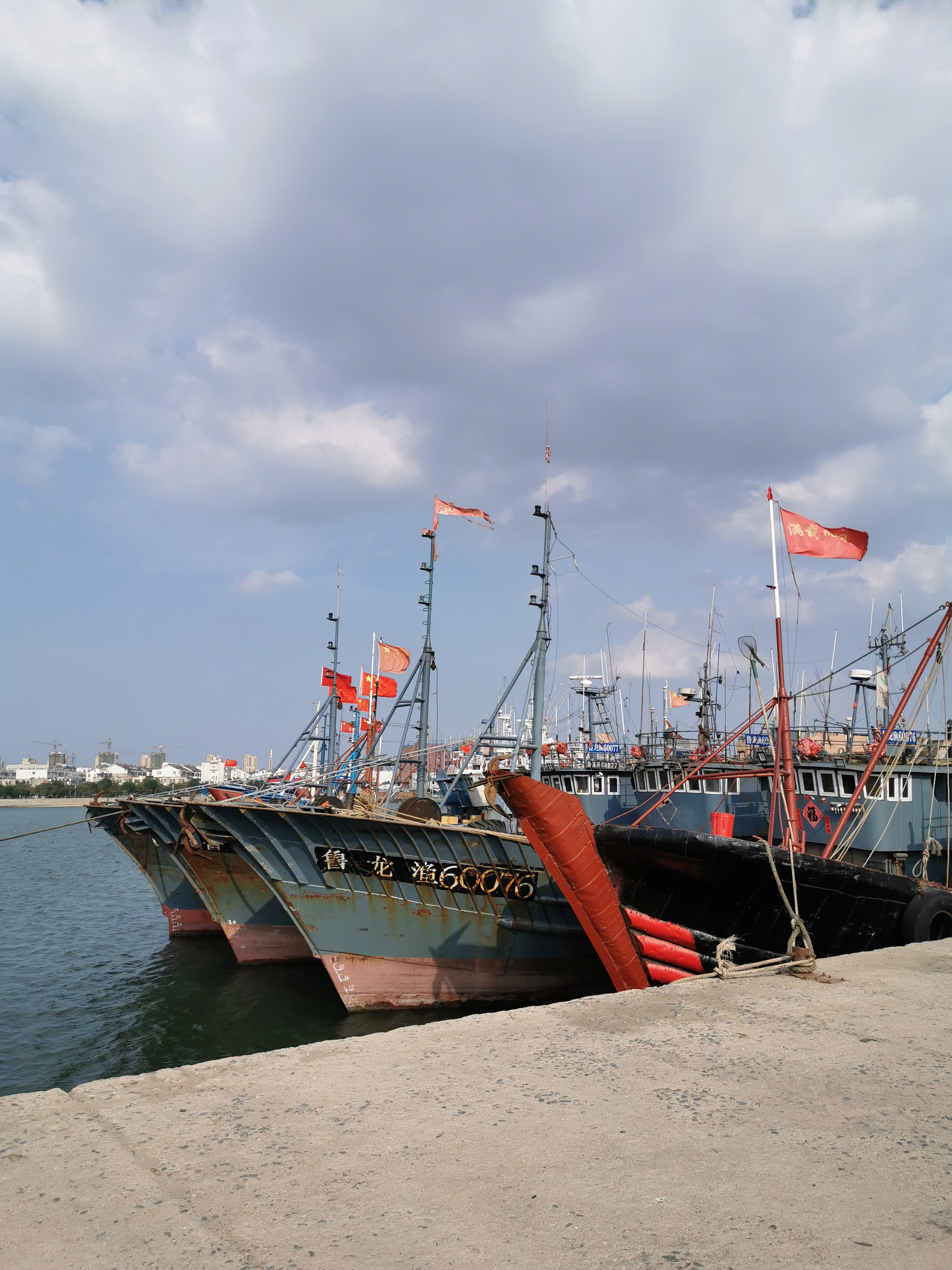
龍口漁港

煤炭资源丰富。农业以果品为主，山东梨、苹果、草莓、葡萄、大樱桃、桃、杏、李等。水产盛产对虾、梭子蟹、海参、鲍鱼、扇贝等。

## 特产
- 龙口粉丝
- 烟台苹果

## 旅游景点

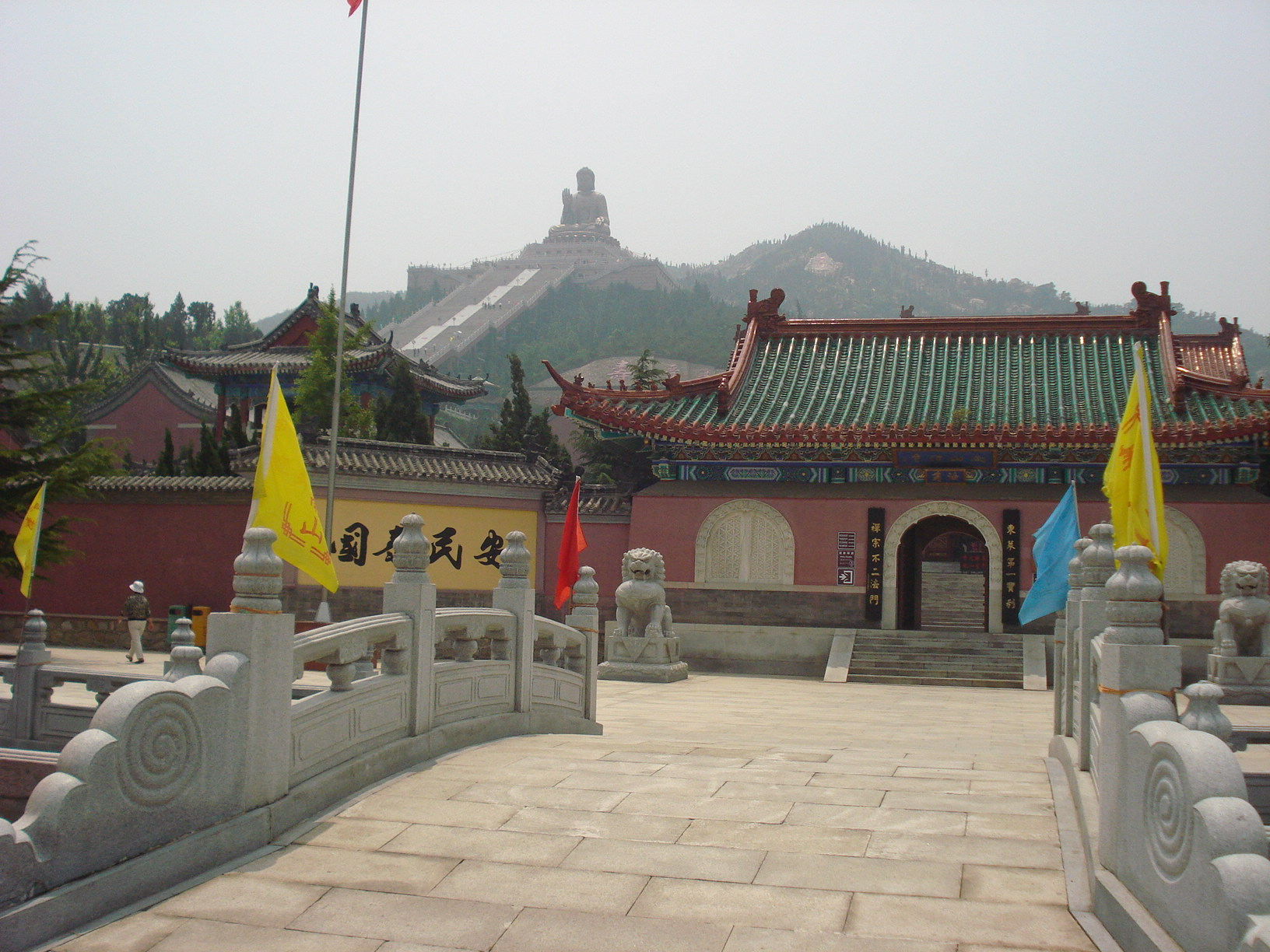
南山禅寺

- 屺姆岛风景区
- 南山风景区
- 徐公祠
- 丁氏故宅
- 东海旅游度假区
- 歸城城址

## 教育

### 大学
- 烟台南山学院